# Мерсудин Ахметович
Мерсудин Ахметович (босн. Mersudin Ahmetović, нар. 19 березня 1985, Тузла) — боснійський футболіст, нападник клубу «Іґман» (Коніц). Відомий за виступами в низці боснійських, російських і казахських клубів, а також у складі національної збірної Боснії і Герцеговини. Чемпіон Боснії і Герцеговини, володар Кубка Боснії і Герцеговини

## Клубна кар'єра
Мерсудин Ахметович народився в місті Тузла. Розпочав займатися футболом у юнацькій команді «Раднічки» (Лукавац), пізніше продовжив займатися футболом у клубах «Будучность» (Бановичі) та «Слобода» (Тузла). У дорослому футболі дебютував 2003 року в дорослій команді клубу «Слобода», де грав до 2008 року. У 2008 році футболіст перейшов до клубу російської першої ліги «Ростов», з яким за підсумками сезону здобув путівку до Прем'єр-ліги, та грав у складі ростовської команди у найвищому російському дивізіоні два роки.
На початку 2011 року Ахметович перейшов до іншого клубу найвищого російського дивізіону «Волга» з Нижнього Новгорода, у складі якого грав до середини 2012 року. Наступним клубом боснійського нападника став клуб російської першої ліги «Салют» з Бєлгорода, в якому футболіст грав до кінця 2013 року. На початку 2014 року Ахметович перейшов до складу клубу Прем'єр-ліги Казахстану «Жетису», в якому провів півроку, після чого повернувся до складу клубу «Слобода» з Тузли.
У 2016 році Мерсудин Ахметович перейшов до складу клубу «Сараєво». У складі столичної команди Ахметович двічі став чемпіоном Боснії і Герцеговини, та двічі володарем Кубка Боснії і Герцеговини. У сезоні 2019—2020 років Мерсудин Ахметович з 13 м'ячами став найкращим бомбардиром чемпіонату Боснії і Герцеговини. З 2023 року футболіст грає у складі клубу «Іґман» з Коніца.

## Виступи за збірну
У 2018 році Мерсудин Ахметович дебютував у складі національної збірної Боснії і Герцеговини. Загалом протягом 2018—2019 років футболіст зіграв у складі національної збірної 2 матчі, в яких забитими м'ячами не відзначився.

## Досягнення

### Командні
- Чемпіон Боснії і Герцеговини (2):

«Сараєво»: 2018-19, 2019-20
- Володар Кубка Боснії і Герцеговини (2):

«Сараєво»: 2018-19, 2020-21

### Індивідуальні
- Найкращий бомбардир чемпіонату Боснії і Герцеговини: 2019–2020 (13 голів)